# Echis pyramidum
Echis pyramidum este o specie de șerpi din genul Echis, familia Viperidae, descrisă de Geoffroy Saint-hilaire în anul 1827. A fost clasificată de IUCN ca specie cu risc scăzut.

## Subspecii
Această specie cuprinde următoarele subspecii:
- E. p. pyramidum
- E. p. aliaborri
- E. p. leakeyi
- E. p. lucidus